# 富尔陶
富尔陶，是匈牙利豪伊杜-比豪尔州所辖的一个村。总面积42.85平方公里，总人口1155，人口密度27.0人/平方公里（2011年1月1日）。